# Cards Against Humanity
Cards Against Humanity è un gioco da tavolo statunitense, basato sul sarcasmo e sull'ironia dei suoi stessi giocatori. Il gioco sfrutta la licenza Creative Commons ed è attualmente disponibile con licenza Free Download, che ne permette il download e la copia in forma completamente gratuita. Il suo titolo è un riferimento alla frase Crimini contro l'umanità, in allusione al suo contenuto politicamente scorretto: lo scopo del gioco è infatti creare delle coppie domanda-risposta basate sull'humor nero.

## Storia
Il gioco è stato creato da un gruppo di studenti della scuola superiore di Highland Park, nell'Illinois, per celebrare la festa di capodanno e fu finanziato attraverso il sito web Kickstarter, superando l'obiettivo prefissato di quasi il 300%. Ben Hantoot, uno dei creatori, dichiarò che lo sviluppo del gioco era in larga parte dovuto a: "8 di noi che fummo il nucleo di creatori e scrittori, 5 o 6 collaboratori occasionali e decine di amici e conoscenti che hanno giocato al gioco".

## Regole del gioco
Per iniziare ogni giocatore pesca dieci carte bianche. Secondo le regole, la persona che per ultima ha fatto la cacca inizia come "Card Czar" e gira una carta nera, a faccia in su.
Il Card Czar poi legge la domanda o specifica lo spazio vuoto sulla carta nera ad alta voce.
Gli altri giocatori rispondono alla domanda o al tappabuchi passando ognuno una o più carte bianche al Card Czar.
Il Card Czar sceglie a caso le risposte e condivide ogni combinazione di carte con il gruppo. Per un migliore effetto, il Card Czar dovrebbe rileggere la carta nera prima di presentare la risposta.
Il Card Czar allora sceglie la risposta più divertente, e chiunque l'abbia giocata riceve un punto magnificenza. 
Finito il round, il vincitore diventa Card Czar e tutti pescano fino ad avere di nuovo dieci carte bianche. 
Esistono molte varianti del gioco. Gli stessi creatori invogliano lo sviluppo di nuove forme di gioco e di assegnazione dei punti. Si può decidere di inserire un master fisso o di premiare maggiormente il cinismo o il sadismo delle risposte. Non meglio precisate "varianti alcoliche" sono molto apprezzate dai creatori del gioco.

## Sviluppo e distribuzione mondiale
Il gioco ha avuto un successo internazionale, tanto che ad oggi è disponibile in 19 lingue, a cui va aggiunta la Lingua dei pirati, non riconosciuta internazionalmente. Si ritiene che gran parte del successo sia dovuto alla sua licenza completamente gratuita e alla flessibilità delle regole invogliata dagli stessi creatori del gioco. All'interno del sito è inoltre possibile suggerire nuove carte Domanda o Risposta che verranno poi inserite nelle espansioni del gioco.